# NGC 5829
NGC 5829 est une galaxie spirale située dans la constellation du Bouvier. NGC 5829 a été découverte par l'astronome français Édouard Stephan en 1882.

## Description
Sa vitesse par rapport au fond diffus cosmologique est de 5 851 ± 11 km/s, ce qui correspond à une distance de Hubble de 86,3 ± 6,0 Mpc (∼281 millions d'al).
La classe de luminosité de NGC 5829 est III et elle présente une large raie HI. Elle renferme également des régions d'hydrogène ionisé. En raison d'une brillance de surface égale à 14,42 mag/am2, on peut qualifier NGC 5829 de galaxie à faible brillance de surface (LSB en anglais pour low surface brightness). Les galaxies LSB sont des galaxies diffuses (D) avec une brillance de surface inférieure de moins d'une magnitude à celle du ciel nocturne ambiant.
À ce jour, quatre mesures non basées sur le décalage vers le rouge (redshift) donnent une distance de 42,700 ± 11,002 Mpc (∼139 millions d'al), ce qui est loin à l'extérieur des valeurs de la distance de Hubble. Notons cependant que c'est avec la valeur moyenne des mesures indépendantes, lorsqu'elles existent, que la base de données NASA/IPAC calcule le diamètre d'une galaxie et qu'en conséquence le diamètre de NGC 5829 pourrait être d'environ 50,2 kpc (∼164 000 al) si on utilisait la distance de Hubble pour le calculer.
Les galaxies NGC 5829 et IC 4526 figurent dans l'atlas des galaxies particulières de Halton Arp sous la cote Arp 42. Arp mentionne que c'est un exemple de galaxie spirale avec une compagne peu lumineuse. Cependant, il ne s'agit pas réellement d'une paire de galaxies, car la distance de Hubble d'IC 4526 est égale à 203,83 ± 14,27 Mpc (∼665 millions d'al). IC 4526 est donc une galaxie lointaine qui n'est nullement en interaction avec NGC 5829.

## Groupe compact de Hickson 73

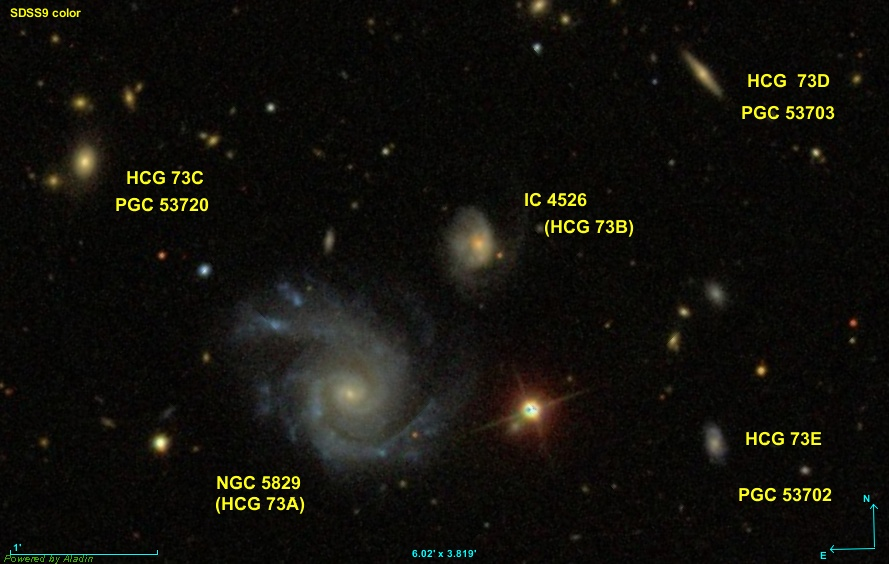
Le groupe compact de Hickson 73.

NGC 5829 fait aussi partie du groupe compact de Hickson 73 avec quatre autres galaxies : IC 4526 (HCG 73B), PGC 53720 (HCG 73C), PGC 53703 (HCG 73D) et PGC 53702 (HCG 73E). Cependant, comme plusieurs autres groupes de Hickson, il ne s'agit pas d'un groupe réel de galaxies, car elles sont à des distances très différentes.

## Supernova
La supernova SN 2008B a été découverte dans NGC 5829 le 2 janvier 2008 à Yamagata au Japon par l'astronome japonais Koichi Itagaki. Cette supernova était de type IIn.